# The Onion
The Onion (« L'Oignon ») est un média d'informations parodiques américain, créé en 1988 par Tim Keck et Christopher Johnson à l'université du Wisconsin aux États-Unis, basé à Chicago et dont le siège social est à New York, appartenant à l'entreprise Onion, Inc.
La publication de l'édition imprimée s'est terminée en décembre 2013, remplacée par une publication entièrement via le web.

## Diffusion
L'éditeur annonçait une diffusion nationale hebdomadaire de 690 000 exemplaires, 400 000 selon le New York Times. Il édite également son site Web depuis 1996 ainsi qu'un site de divertissement appelé The A.V. Club, qui présente des interviews et des revues de presse des numéros récents de différents médias. D'autre part, en 2013, l'éditeur a lancé son agence de publicité.

## Contenu
Les articles de The Onion commentent des événements réels ou imaginaires. Il parodie les principales rubriques des journaux classiques comme les éditoriaux, les interviews de l'homme de la rue ou les cotations boursières. Le périodique associe quelquefois l'absurde et la répétition. Ainsi, à chaque tuerie de masse aux États-Unis, le journal publie un article avec le même titre, la même structure et les mêmes phrases, faisant varier simplement le lieu et les chiffres, dans l'une des phrases, en fonction du dernier événement de ce type. On retrouve par ailleurs dans le texte les mêmes commentaires. Il inclut ainsi chaque fois une même citation d'un Américain anonyme : « C’est une tragédie terrible, mais ce genre de choses arrive parfois et on ne peut rien faire pour les éviter. C’est regrettable, mais que voulez-vous y faire ? Rien n’aurait pu empêcher cet homme de péter un câble et de tuer ces personnes si c’est ce qu’il voulait faire ». Et de compléter ces propos en présentant les États-Unis comme ce pays « où plus de la moitié des tueries de masse au monde ont eu lieu pendant les cinquante dernières années ».
La seconde partie du journal est non satirique. Appelée The A.V. Club (pour Audiovisual), cette section est dédiée au divertissement (films, musique, télévision, livres, etc.), elle présente des interviews, traite de différents sujets abordés par les médias, comprend des critiques de restaurants et prévoit des rubriques spécifiques aux distractions locales des villes où le journal est distribué. L'édition en ligne du A.V. Club utilise un nom de domaine propre et développe ses propres sujets, dont la colonne de conseils sexuels Savage Love.